# Lire de Parme

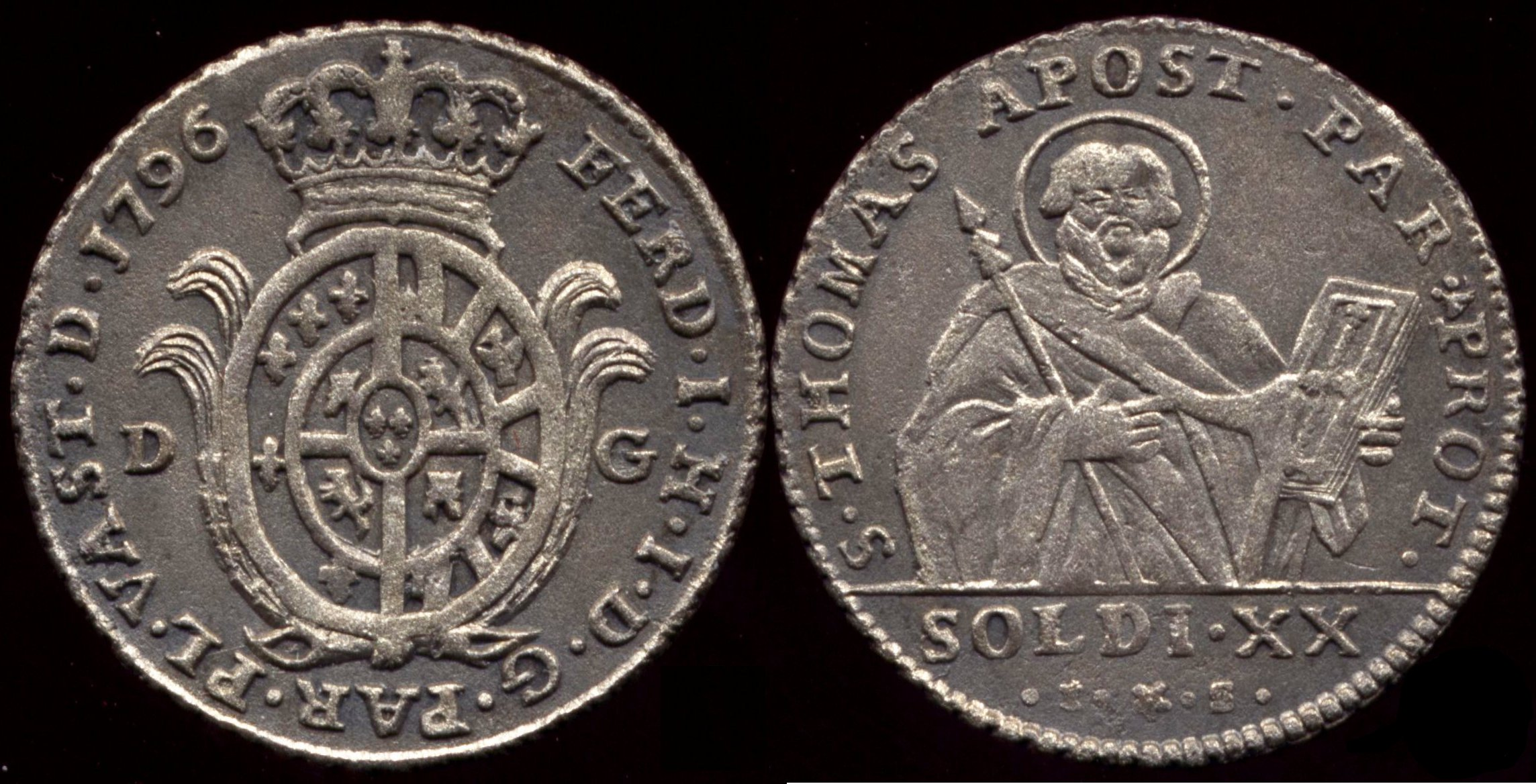
Pièce de 20 soldi (1796), argent, recto et verso.

La lire de Parme ou lire du duché de Parme est l'unité monétaire du duché de Parme et Plaisance, frappée dès le XVIe siècle, jusqu'en 1802, puis utilisée de nouveau de 1815 à 1859, et remplacée par la lire italienne.

## Historique

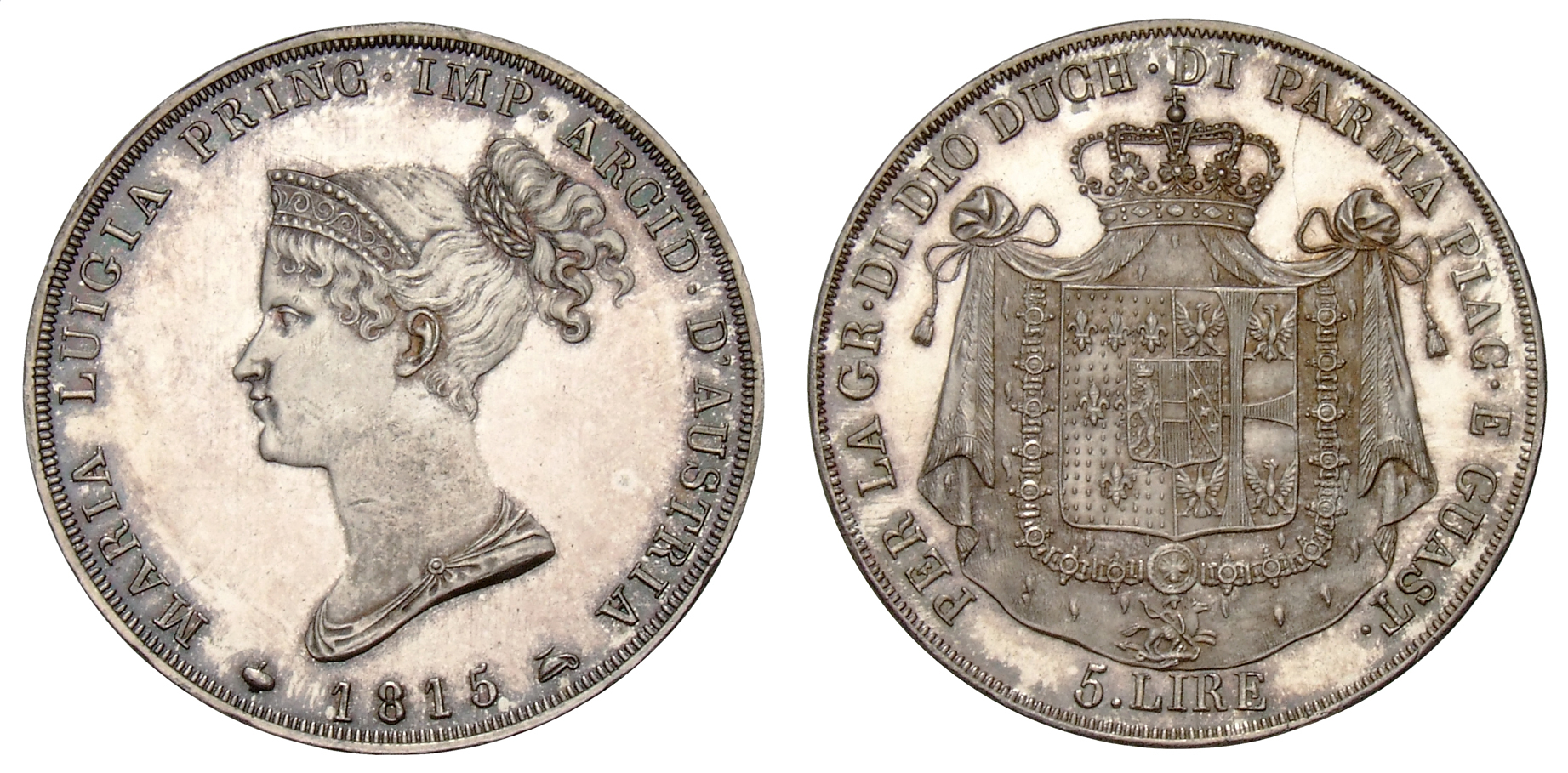
Pièce de 5 lires en argent (1815), frappée à Milan.

Les premières pièces ducales apparaissent vers 1547 sous le règne d'Octave Farnèse. Elles sont frappées à la zecca du duché de Parme. La lire parmesane est divisée en 40 sesini. Le sesino est une petite pièce de cuivre, équivalant au denier. Sont également frappées des valeurs en parpagliola, une petite pièce d'argent pesant 1,5 g qui vaut 2 soldi et 6 deniers, soit 1/8e de lire. La lire équivaut à 20 soldi. Le quarantano est une pièce valant 40 soldi.
7 lires forment 1 ducat (ducato) d'argent (équivalent au thaler) ou d'or (d'un poids similaire au sequin de Venise ou au florin d'or).
Ce système est réformé par la France après 1802, avec l'introduction du franc français décimal. Un décret impérial de janvier 1807 établit le rapport entre la monnaie parmesane et le franc, soit 4 lires et 1 soldo pour 1 franc avant d’évoluer à 4 lires, 4 soldi et un sesino en 1809.
En 1815, la lire parmesane est restaurée, divisée en 100 centesimi ou 20 soldi, un système calqué sur le franc français, avec la même parité. La duchesse Marie-Louise commande à Luigi Manfredini une série de monnaie.
Sont alors frappées des pièces de 5 et 10 soldi, et de 1 et 5 lires, en argent, ainsi que des pièces de 20 et 40 lires en or. En 1830, la duchesse fait frapper des monnaies en cuivre de 1, 3 et 5 centesimi.

## Sources
- (it) Cet article est partiellement ou en totalité issu de l’article de Wikipédia en italien intitulé « Lira di Parma » (voir la liste des auteurs).